# Два глупых пса
Два глупых пса (англ. 2 Stupid Dogs) — американский мультсериал компании Hanna-Barbera Cartoons (в 1994 объединена с Turner Entertainment в Cartoon Network). Первая серия была показана 11 сентября 1993 года. Сериал отличается стилем анимации, в тот период в основном уже вышедшим из употребления: примитивными, скупыми движениями персонажей при общей упрощённой стилистике видеоряда, характерной для ранних работ студии Ханна-Барбера 1950—1960 годов.

## Сюжет
События мультсериала разворачиваются вокруг двух главных героев — псов, известных как Большой Пёс (англ. Big Dog) и Маленький Пёс (англ. Little Dog), которые, как следует из названия сериала и их поведения, не отличаются особой сообразительностью и умом. События каждого эпизода представляют собой отдельную историю, никак не связанную с другими эпизодами сериала.

## Персонажи
- Большой Пёс породы большая английская овчарка. По характеру флегматичный. Сильный. Очень медлительный. Озвучивает Брэд Гарретт.
- Маленький Пёс породы такса. Импульсивный сангвиник. Очень разговорчивый, и подвижный. Боится кошек.
- Кубби — глуповатый подросток, который в разных сериалах, работает в разных сферах, чаще продавец в магазинах. Носит очки и брекеты.
- Красная — пародия на красную шапочку, в сериале встречается 3 раза, и эти 3 сериалы пародирует сказки : («Красная шапочка», «3 медведя» и «Гензель и Гретель»).
- Кенни — заучка в школе, ипохондрик. Дружит с глупыми псами.
- Голивуд, или просто Мистер Г. — дядька который в каждом эпизоде играет абсолютно разную роль, чаще руководящую. Его коронная фраза когда если персонаж ошибается: «Well, isn’t that cute?» (рус. разве это не мило?). И потом начнёт говорить во весь голос «But it’s wrong!» (Но это не так!), и при этом издавая звук ветра. Озвучен Брайном Каммингсом.

## Разное
Историк мультипликации Мартин Гудмэн (Martin Goodman) по прозвищу «Dr. Toon» называет «Два глупых пса» наряду с The Schnookums and Meat Funny Cartoon Show (Walt Disney Television) клонами мультсериала «Шоу Рена и Стимпи», созданного канадским мультипликатором Джоном Крисфалуси.